# Profesor Florentino Terán Sánchez
Profesor Florentino Terán Sánchez är en ort i Mexiko.   Den ligger i kommunen San Lucas Ojitlán och delstaten Oaxaca, i den sydöstra delen av landet, 300 km sydost om huvudstaden Mexico City. Profesor Florentino Terán Sánchez ligger 109 meter över havet och antalet invånare är 139.
Terrängen runt Profesor Florentino Terán Sánchez är platt norrut, men söderut är den kuperad. Runt Profesor Florentino Terán Sánchez är det ganska glesbefolkat, med 39 invånare per kvadratkilometer. Närmaste större samhälle är San Lucas Ojitlán, 4,8 km norr om Profesor Florentino Terán Sánchez. Trakten runt Profesor Florentino Terán Sánchez består huvudsakligen av våtmarker.